# Notzingen
Notzingen ist eine Gemeinde im Landkreis Esslingen in Baden-Württemberg (Deutschland). Sie gehört zur Region Stuttgart (bis 1992 Region Mittlerer Neckar) und zur europäischen Metropolregion Stuttgart.

## Geographie
Notzingen, auch als „Bodenbachgemeinde“ bezeichnet, liegt im östlichen Teil des Landkreises Esslingen in einer Talsenke zwischen Kirchheim und Hochdorf. Der Ort ist 35 km von der Landeshauptstadt Stuttgart und 50 km von Ulm entfernt. Notzingen wird der Region Stuttgart zugeordnet.
| Höhe über N.N:                       | Höhe über N.N: |
| ------------------------------------ | -------------- |
| Rathaus, Bachstr. 50                 | 328,5 m        |
| Altes Rathaus, Kirchheimer Str. 1    | 316,3 m        |
| Wellinger Kirchle                    | 361,4 m        |
| Höchster Punkt: Gewand Herlach/Tobel | 372,5 m        |
| Tiefster Punkt: Kläranlage           | 292,3 m        |

### Nachbargemeinden
|        | Hochdorf                                    | Ebersbach   |
| Wernau | Kompassrose, die auf Nachbargemeinden zeigt | Schlierbach |
|        | Kirchheim u.T.                              |             |

### Gemeindegliederung
Zu Notzingen gehören das Dorf Notzingen und der Gemeindeteil Wellingen sowie die abgegangenen Ortschaften Burg Tumnau, Slichingen und Mittelschlichingen.

### Flächenaufteilung
Nach Daten des Statistischen Landesamtes, Stand 2014.

## Geschichte

### Vorgeschichte
Auf Notzinger Gemarkung wurden Funde aus der Jungsteinzeit gemacht, außerdem neben einem Langschwert auch ein Reihengräberfeld der Alamannen entdeckt.

### Mittelalter
Zum ersten Mal urkundlich erwähnt wurde Notzingen 1077/1078. König Heinrich der IV. entzog damals Notzingin dem Grafen Luitold von Achalm wegen seiner Unterstützung für Rudolf von Rheinfelden. (Es ist nicht zweifelsfrei, dass es sich dabei um das heutige Notzingen handelte, es könnte auch um Orsingen-Nenzingen gegangen sein, in dessen Nähe es einen abgegangenen Ort namens Bächlingen gibt.) Die Hoheit über Notzingen kam an die Zähringer bzw. später die Herzöge von Teck. Um 1270 erwarb die Familie Alwer aus Kirchheim Güter in Notzingen und nannte sich ab 1274 erstmals nach ihrer Stammburg von Tumnau („Dummenowe“). Mit der Stadt Kirchheim unter Teck kam der Ort im 14. Jahrhundert dann an Württemberg, zu dem es seither gehört.

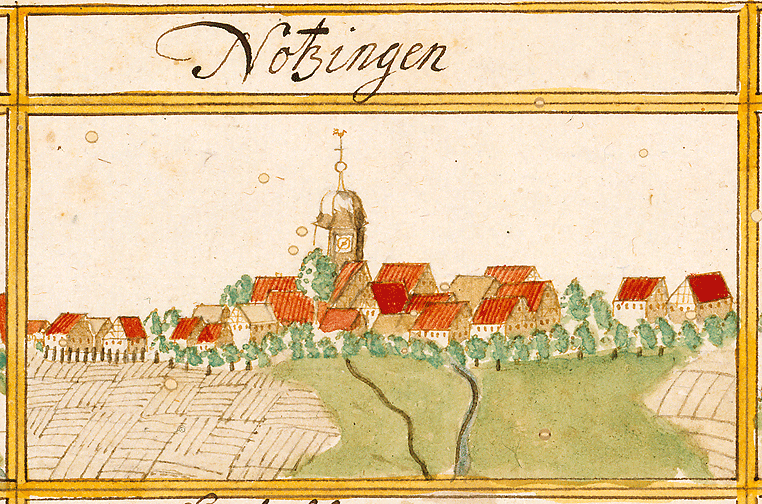
Notzingen 1683, Forstlagerbuch von Andreas Kieser

1360 wurde erstmals eine Kapelle am Ort erwähnt.

### Neuzeit
Der württembergische Herzog Ulrich setzte 1534 die Reformation auch in Notzingen durch. Die Kapelle wurde um 1620 zur Kirche erweitert. 1821 wurde die Kirchengemeinde selbstständig.
Auch nach der Umsetzung der neuen Verwaltungsgliederung im 1806 gegründeten Königreich Württemberg blieb Notzingen beim Oberamt Kirchheim, dem es auch schon zur Zeit Altwürttembergs unterstellt war.
Im Verlauf der NS-Zeit in Württemberg wurde 1934 der Ortsteil Wellingen eingemeindet und 1938 die Gemeinde Notzingen dem neuen Landkreis Nürtingen zugeordnet.
1945 bis 1952 gehörte die Gemeinde zum Nachkriegsland Württemberg-Baden, das 1945 in der Amerikanischen Besatzungszone gegründet worden war, ab 1952 zum neuen Bundesland Baden-Württemberg.
1972 stimmten bei einer Bürgeranhörung 70,5 % gegen die Eingemeindung nach Kirchheim unter Teck. Die Gemeinde blieb somit selbständig. Seit der Kreisreform von 1973 ist Notzingen Teil des Landkreises Esslingen.

### Einwohnerentwicklung
- Quelle 1834 bis 1950 – Heimatbuch Kreis Nürtingen von 1953
- Quelle 1990 bis 2015 – Statistisches Landesamt Baden-Württemberg

- 1834: 1.035 Einwohner
- 1861: 1.121 Einwohner
- 1900: 1.048 Einwohner
- 1939: 1.130 Einwohner
- 1946: 1.623 Einwohner
- 1950: 1.637 Einwohner
- 1961: 1.892 Einwohner
- 1970: 2.215 Einwohner
- 1990: 3.277 Einwohner
- 1995: 3.512 Einwohner
- 2000: 3.525 Einwohner
- 2005: 3.494 Einwohner
- 2010: 3.552 Einwohner
- 2015: 3.631 Einwohner
- 2020: 3.623 Einwohner
- 2022: 3.631 Einwohner

## Politik

### Gemeinderat
Der Gemeinderat in Notzingen besteht aus den 14 gewählten ehrenamtlichen Gemeinderäten und dem Bürgermeister als Vorsitzendem. Der Bürgermeister ist im Gemeinderat stimmberechtigt.
Die Kommunalwahl am 9. Juni 2024 führte zu folgendem Endergebnis.
| Parteien und Wählergemeinschaften | Parteien und Wählergemeinschaften           | % 2024  | Sitze 2024 | % 2019  | Sitze 2019 | % 2014  | Sitze 2014 | Kommunalwahl 2024 %6050403020100 42,86 %50,0 %7,14 %n. k. % CDUFWCNWSPDGewinne und Verlusteim Vergleich zu 2019 %p 6 4 2 0 −2 −4 −6 −8−10−12−14−16+4,73 %p+3,67 %p+4,14 %p−15,54 %pCDUFWCNWSPD |
| CDU                               | Christlich Demokratische Union Deutschlands | 42,86   | 6          | 38,13   | 5          | 46,42   | 6          | Kommunalwahl 2024 %6050403020100 42,86 %50,0 %7,14 %n. k. % CDUFWCNWSPDGewinne und Verlusteim Vergleich zu 2019 %p 6 4 2 0 −2 −4 −6 −8−10−12−14−16+4,73 %p+3,67 %p+4,14 %p−15,54 %pCDUFWCNWSPD |
| UKW                               | Unabhängige Kommunale Wählervereinigung     | 50,0    | 7          | 46,33   | 7          | 33,14   | 5          | Kommunalwahl 2024 %6050403020100 42,86 %50,0 %7,14 %n. k. % CDUFWCNWSPDGewinne und Verlusteim Vergleich zu 2019 %p 6 4 2 0 −2 −4 −6 −8−10−12−14−16+4,73 %p+3,67 %p+4,14 %p−15,54 %pCDUFWCNWSPD |
| CNW                               | Christoph für Notzingen und Wellingen       | 7,14    | 1          | -       | -          | -       | -          | Kommunalwahl 2024 %6050403020100 42,86 %50,0 %7,14 %n. k. % CDUFWCNWSPDGewinne und Verlusteim Vergleich zu 2019 %p 6 4 2 0 −2 −4 −6 −8−10−12−14−16+4,73 %p+3,67 %p+4,14 %p−15,54 %pCDUFWCNWSPD |
| SPD                               | Sozialdemokratische Partei Deutschlands     | –       | –          | 15,54   | 2          | 20,44   | 3          | Kommunalwahl 2024 %6050403020100 42,86 %50,0 %7,14 %n. k. % CDUFWCNWSPDGewinne und Verlusteim Vergleich zu 2019 %p 6 4 2 0 −2 −4 −6 −8−10−12−14−16+4,73 %p+3,67 %p+4,14 %p−15,54 %pCDUFWCNWSPD |
| gesamt                            | gesamt                                      | 100,0   | 14         | 100,0   | 14         | 100,0   | 14         | Kommunalwahl 2024 %6050403020100 42,86 %50,0 %7,14 %n. k. % CDUFWCNWSPDGewinne und Verlusteim Vergleich zu 2019 %p 6 4 2 0 −2 −4 −6 −8−10−12−14−16+4,73 %p+3,67 %p+4,14 %p−15,54 %pCDUFWCNWSPD |
| Wahlbeteiligung                   | Wahlbeteiligung                             | 73,71 % | 73,71 %    | 74,41 % | 74,41 %    | 66,07 % | 66,07 %    | Kommunalwahl 2024 %6050403020100 42,86 %50,0 %7,14 %n. k. % CDUFWCNWSPDGewinne und Verlusteim Vergleich zu 2019 %p 6 4 2 0 −2 −4 −6 −8−10−12−14−16+4,73 %p+3,67 %p+4,14 %p−15,54 %pCDUFWCNWSPD |

### Bürgermeister
- 1955–1987 Helmut Maier (parteilos)
- 1987–2011 Jochen Flogaus (parteilos)
- seit 2011 Sven Haumacher (CDU)[6]

### Wappen
Das Wappen zeigt „unter goldenem (gelbem) mit einer liegenden schwarzen Hirschstange belegtem Schildhaupt in Blau eine nach oben geöffnete goldene (gelbe) Hafte, darunter die goldenen (gelben) lateinischen Großbuchstaben NO.“ Die Flagge hat die Farben Gelb-Blau (Gold-Blau).
Die schwarze Hirschstange im oberen Teil weist auf die Zugehörigkeit zum Land Baden-Württemberg hin. Die darunter befindliche Hafte ist ein Ausschnitt aus dem Stadtwappen von Kirchheim unter Teck.

## Religionen
Es gibt für die ca. 1940 evangelischen Einwohner eine evangelische Kirche, die Jakobuskirche. Für die ca. 820 Katholiken ist das Pfarramt St. Ulrich in Kirchheim unter Teck zuständig.

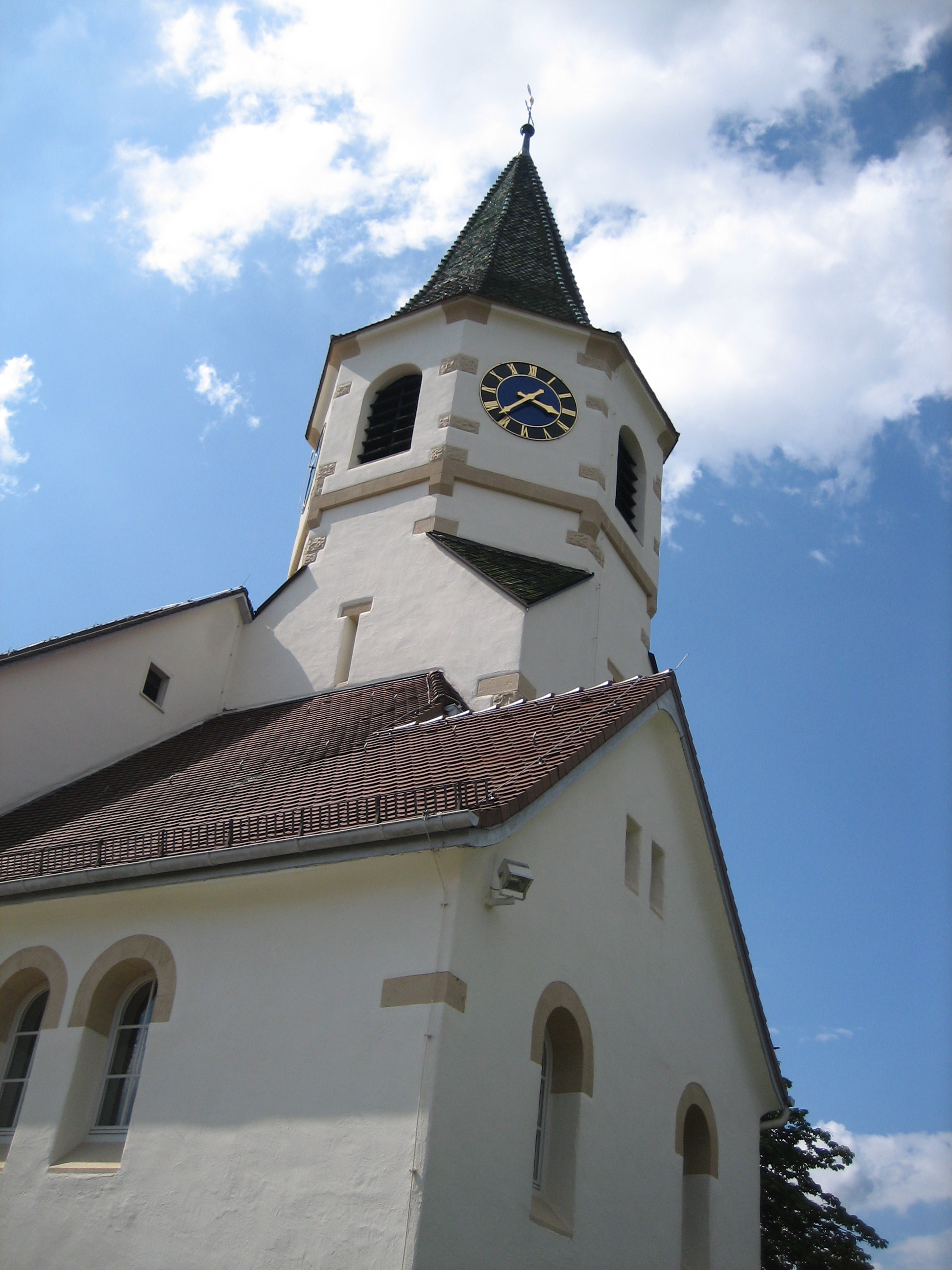
Jakobuskirche Notzingen

## Wirtschaft und Infrastruktur

### Verkehr

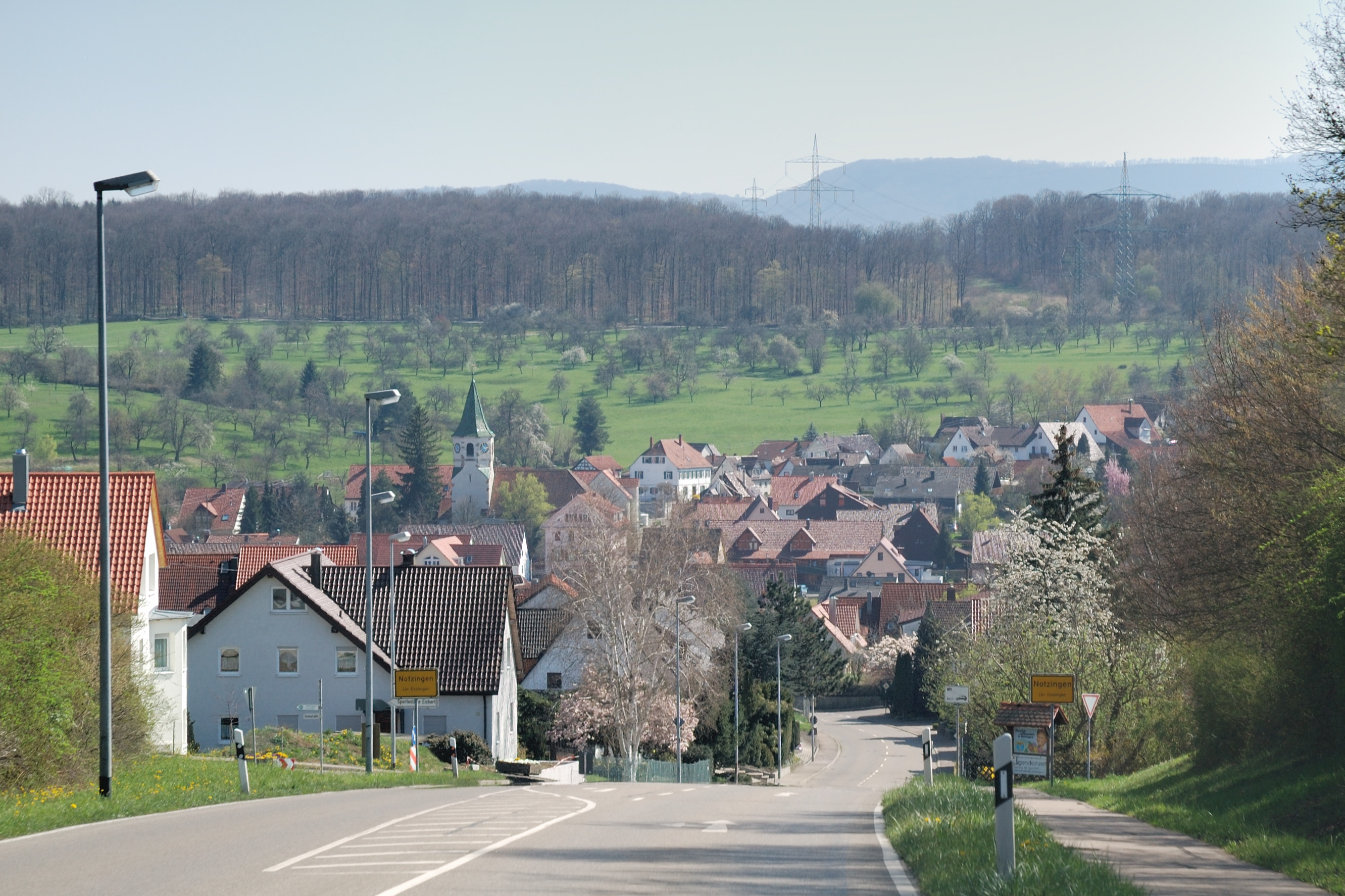
Blick von der L 1201 auf Notzingen

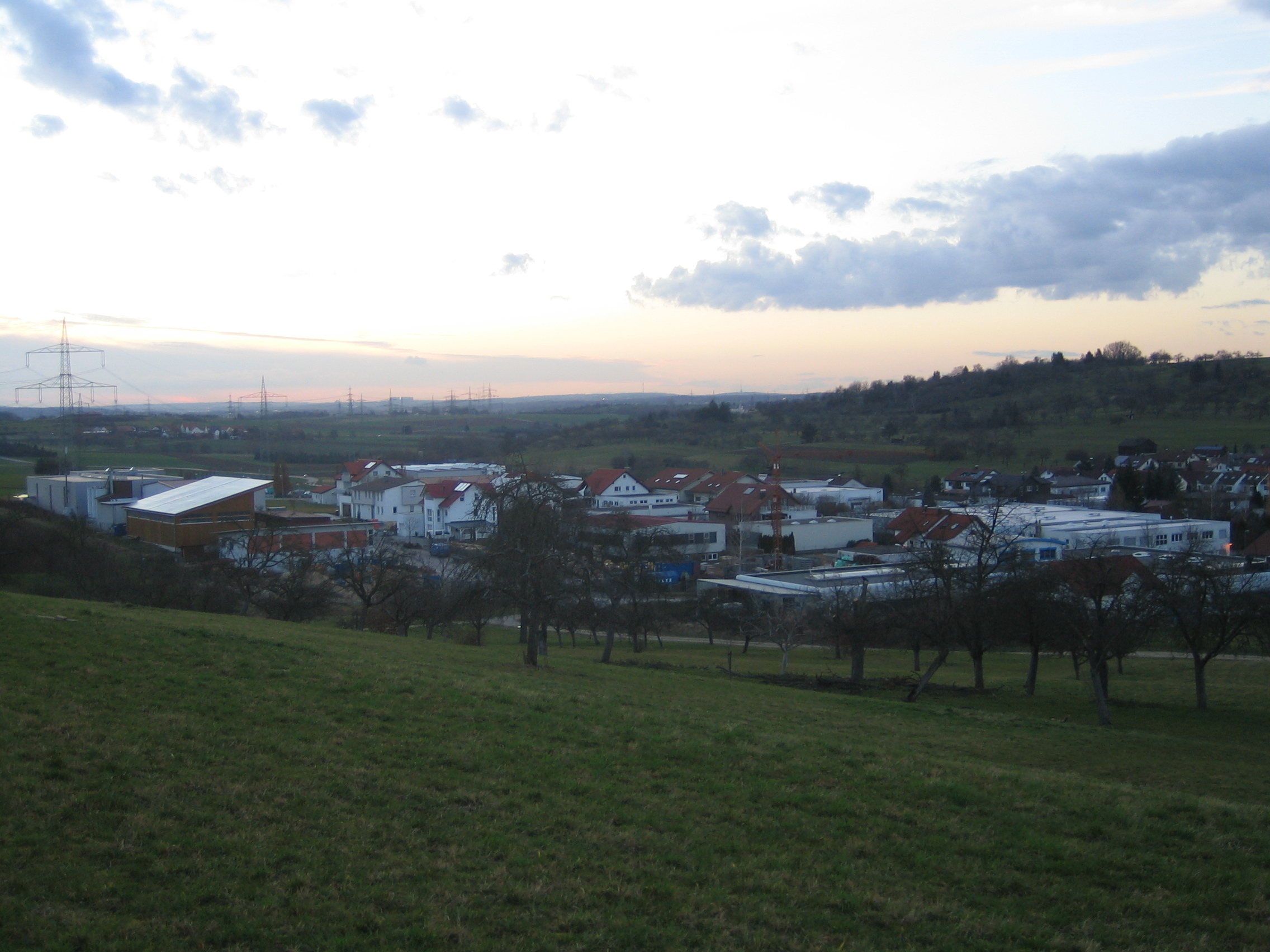
Notzinger Gewerbegebiet

Der Ort ist je vier Kilometer von der Bundesautobahn 8, Anschlussstelle Kirchheim unter Teck, der Bundesstraße 10, Anschlussstelle Plochingen und der Bundesstraße 313 entfernt. Es durchfahren mehrere Buslinien des öffentlichen Personennahverkehrs (ÖPNV) die Gemeinde. Die Linien verkehren zu einheitlichen Preisen innerhalb des Verkehrs- und Tarifverbunds Stuttgart (VVS).

### Medien
In Notzingen erscheint wöchentlich das „Gemeindeblättle“, das offizielle Mitteilungsblatt der Gemeinde. Notzingen liegt im Einzugsgebiet der Tageszeitung Der Teckbote.

### Bildung
Notzingen verfügt über eine Grundschule (⊙). Weiterführende Schulen befinden sich in den benachbarten Städten Kirchheim und Wernau.
In den drei Kindergärten mit der Gemeinde als Träger gibt es Regelgruppen, Gruppen mit verlängerten Öffnungszeiten und Ganztagesbetreuung. Zusätzlich gibt es noch Kleinkindgruppen.

### Ver- und Entsorgung

#### Wasserversorgung
Die Versorgung mit Trinkwasser wird von zwei Wasserhochbehältern gewährleistet. Für Notzingen aus dem Hochbehälter Hohes Reisach (⊙) beim Kirchheimer Wasserturm auf der Markung der Stadt Kirchheim (1000 cbm Inhalt), für Wellingen der Hochbehälter Wellingen (⊙) in der Roßwälder Straße (350 cbm Inhalt). Versorgt werden diese von der Landeswasserversorgung. Bis zum Anschluss an die Landeswasserversorgung hatte der Ortsteil Wellingen eine Eigenversorgung aus einem Brunnen (⊙) in der Nähe des Köhlerbachs.

#### Abwasserbeseitigung
Die im Jahr 1984 neu gebaute Kläranlage (⊙) befindet sich am Bodenbach. Sie wurde in den letzten Jahren mehrfach auf den aktuellen Stand der Technik gebracht. Die Kläranlage unterliegt dem Verantwortungsbereich Zweckverband Gruppenklärwerk Wendlingen.

#### Abfallentsorgung
Die Entsorgung von Abfällen wird vom Abfallwirtschaftsbetrieb Esslingen organisiert und durch verschiedene Unternehmen durchgeführt. Grünschnitt kann am Recyclinghof an der Kläranlage abgeliefert werden. Außerdem führt der TSV viermal jährlich eine Altpapiersammung und der Musikverein einmal jährlich eine Metallschrottsammlung durch.

## Kultur und Sehenswürdigkeiten

### Bauwerke

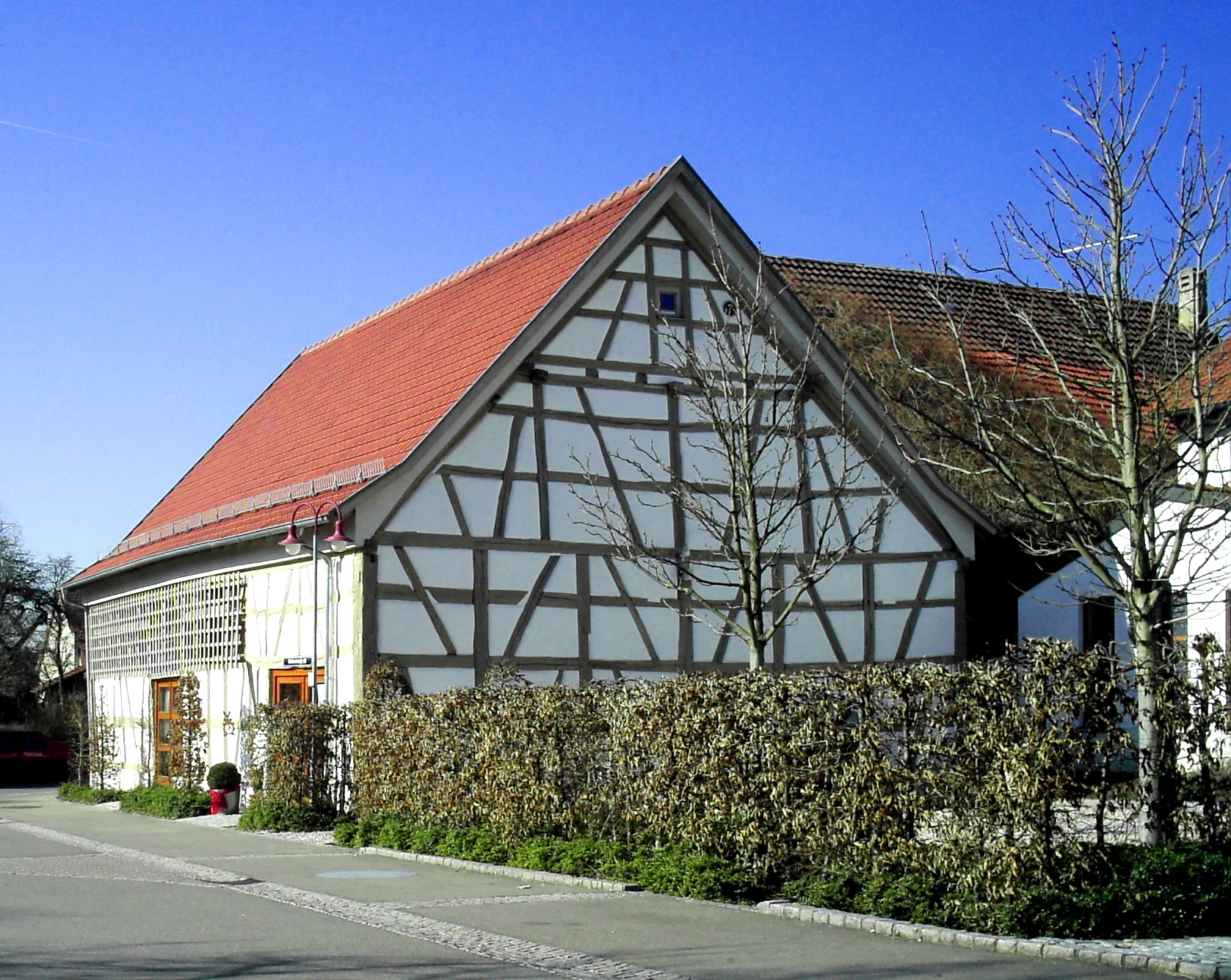
Notzinger Wein-Kelter

#### Gebäude
In Notzingen gibt es mehrere historische Gebäude, die die reiche Geschichte der Gemeinde widerspiegeln. Das Alte Schul- und Rathaus (⊙), erbaut im Jahr 1850, dient als ein bedeutendes Beispiel für die Architektur des 19. Jahrhunderts. Ein weiteres bemerkenswertes Bauwerk ist die Kelter (⊙), die Ende des 17. Jahrhunderts errichtet wurde und die lange Tradition des Weinbaus in der Region dokumentiert. Das Pfarrhaus (⊙), dessen Bauzeit auf die Jahre 1824 bis 1826 datiert wird, ist ein weiteres historisches Gebäude, das die architektonische Entwicklung der Gemeinde zeigt. Die Zehntscheuer (⊙) ist ebenfalls ein bedeutendes Bauwerk, das in der Vergangenheit zur Lagerung von Naturalabgaben diente.

#### Kirchen
Die Gemeinde beherbergt auch zwei bedeutende Kirchen. Die Jakobuskirche (⊙), ein klassizistischer Saalbau, wurde im Jahr 1833 erbaut und ist ein zentrales religiöses und kulturelles Zentrum der Gemeinde. Das Wellinger Kirchle (⊙) ist besonders bemerkenswert durch seinen Glockenturm aus dem 18. Jahrhundert und das angebaute Backhaus aus dem 19. Jahrhundert.

### Regelmäßige Veranstaltungen
- Dätscherfest des Musikvereins: Das Dätscherfest wird jährlich im Mai samstags und sonntags auf dem Kelterplatz rund um das Backhaus veranstaltet. Es hat seinen Namen von dem Dätscher der Notzinger und Wellinger, der im Backhaus gebacken wird.
- Weihnachtsmarkt (2. Advent)

## Persönlichkeiten

### Ehrenbürger
- 1987: Helmut Maier, Bürgermeister von 1955 bis 1987
- 2011: Jochen Flogaus, Bürgermeister von 1987 bis 2011
- 2019: Herbert Hiller, Gemeinderatsmitglied von 1980 bis 2019

### Söhne und Töchter der Gemeinde
- Otto Kälberer (1897–1980), Heimatdichter
- Ulrich Deuschle (* 1952), Diplomvolkswirt und Politiker (REP), Landtagsabgeordneter (1992–2001) und baden-württembergischer REP-Landesvorsitzender

### Persönlichkeiten, die mit Notzingen in Verbindung stehen
- Eberhard von Tumnau[12] (*um 1290 †25.03.1350), Student an der Universität Bologna (1318), Augsburger Domherr und Domprobst (ab 1337)[13] stammte aus Notzingen; er war der Onkel mütterlicherseits von Bischof Marquard I. von Randeck und einer seiner bedeutendsten Förderer[14]
- Gottlob Baumann (1794–1856), war von 1821 bis 1839 Pfarrer in Notzingen, in seiner Amtszeit wurden Kirche, Pfarrhaus und evangelisches Schulhaus erneuert
- Moritz Bloch wurde am 11. Mai 1843 in Notzingen durch den Pfarrer Christoph Friedrich Haas getauft[15]
- Heinrich Eberbach (1895–1992), Offizier und General, lebte in Notzingen
- Willy Schneider (1907–1983), Komponist, Musikpädagoge und Dirigent. Hat den Musikverein von 1930 bis 1947 geleitet[16]. und Im Jahr 1939 die „Notzinger Dorfmusik“ komponiert[17].
- Werner Niefer (1928–1993), Automobilmanager, Vorstandsvorsitzender der Mercedes-Benz AG; lebte in Notzingen
- Johann „Buffy“ Ettmayer (1946–2023), österreichischer Fußball-Nationalspieler, lebte in Notzingen
- Sonja Faber-Schrecklein, Journalistin wohnte bis vor einigen Jahren in Notzingen
- Thomas Götz (* 1972), politischer Beamter (Bündnis 90/Die Grünen), wuchs in Notzingen auf